# Evangelische Kirche (Großseelheim)

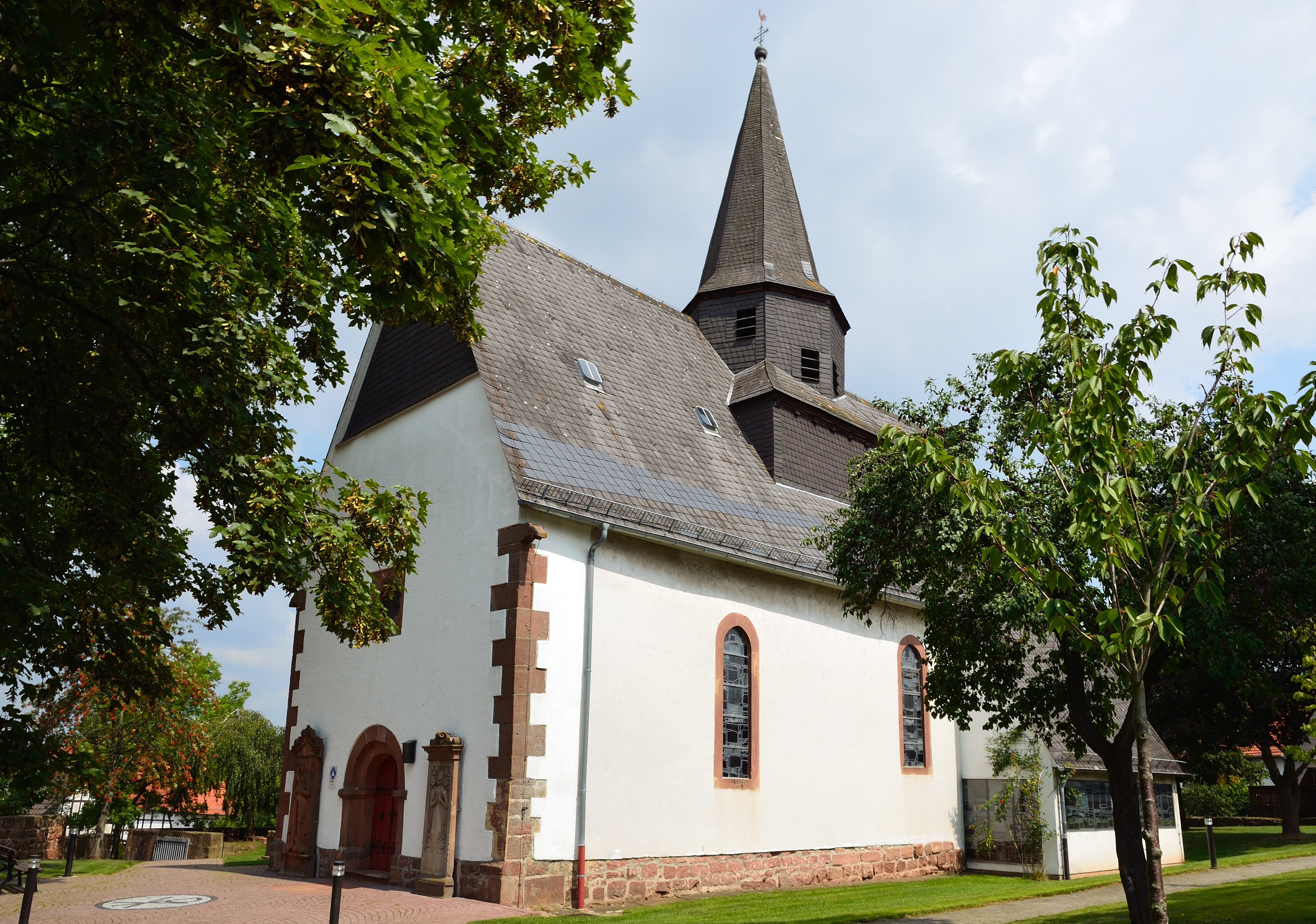
Evangelische Kirche Großseelheim

Die Evangelische Kirche Großseelheim ist ein denkmalgeschütztes Kirchengebäude, das im Stadtteil Großseelheim der Gemeinde Kirchhain im Landkreis Marburg-Biedenkopf (Hessen) steht. Die Kirchengemeinde gehört zum Kirchenkreis Kirchhain im Sprengel Marburg in der Evangelischen Kirche von Kurhessen-Waldeck.

## Beschreibung
Die massive Saalkirche besteht aus drei Teilen. Das Äußere ist verputzt, nur an der Westseite, wo sich auch das Portal befindet, sind Ecksteine aus Buntsandstein. Dem westlichen Teil, das um 1200 entstanden ist, wurde das steile Satteldach nachträglich aufgesetzt. Das Mittelteil mit dem Kirchturm, der mit einem sechsseitigen spitzen Helm bedeckt ist, wurde im 16. Jahrhundert errichtet. Der ursprüngliche Chor im Osten wurde 1971 abgebrochen und durch einen querrechteckigen ersetzt und mit einem steilen Satteldach wie beim Westteil versehen. 
Der Innenraum wurde neu gestaltet. Die ursprüngliche Kanzel wurde entfernt. Die 1711 von Johann Christian Rindt gebaute Orgel wurde 1977 durch eine von Gerald Woehl gebaute Orgel mit zehn Registern, einem Manual und einem Pedal ersetzt. Im neuen Chor wurde der Altar mittig auf ein Podest gestellt. Die ursprünglichen Kirchenbänke in zwei Reihen beidseits eines Mittelganges wurden abgebrochen und durch neue Kirchenbänke mit jeweils einem Seitengang aufgestellt. Im Jahr 2003 wurde der Innenraum erneut umgebaut und der ehemalige Mittelgang wieder hergestellt.